# 피아노 소나타 22번 (베토벤)
피아노 소나타 22번 바장조, 작품 번호 54는 루트비히 판 베토벤에 의해 쓰인 피아노 소나타이다.  

## 개요
이 22번 소나타는 1804년경에 오페라 피델리오가 쓰이던 시기에 틈틈이 쓰인 것으로 여겨진다. 1804년은 교향곡 3번 ("영웅")이 완성된 시기로, 베토벤이 창작 중기에 접어들며, 독자적 양식의 확립과 함께 전에 없던 작품을 정력적으로 발표하던 시기였다.    
소나타는 소규모로 2악장제를 취하며, 소나타이면서도 소나타 형식의 악장을 갖지 않는다. 내용상으로도 화려하다고 할 수 없고, 수많은 대작이 차례로 완성된 이 시기에 왜 이같은 이색적인 작품이 나오게 되었는지, 자세한 작곡 동기도 밝혀지지 않았다. 앞뒤로 21번 "발트슈타인" 소나타, 23번 "열정" 소나타라는 두 개의 거대한 작품에 끼여 있어 존재감이 미미하고 역사적으로도 본 작품의 가치를 낮게 평가하는 의견이 많았다. 반면, 로베르트 슈만은 높이 평가했다는 후문이다.   

도널드 토비는 다음과 같은 해설을 하고 있다:   
작품 전체는 심원한 유머를 갖추고 있다. 그 유머는 음악을 통해 표현된 순수한 성격이라기보다 작곡가에게서 비롯된다. 이 소나타와 관련해 베토벤이 특정 인물이나 친숙한 신을 염두에 두었다는 얘기는 전해지지 않고 있다. 그러나 그 소재는 어린아이와 같거나 혹은 개와 같다고도 할 수 있는 천진난만함이며, 어린이나 개를 가장 잘 이해하는 사람이라면 이 음악을 적절히 해석하고 즐길 수 있는 가능성이 가장 높다. 동물의 정신으로 미소 짓는 것이지, 그 정신을 비웃는 것이 아니다. 자기 꼬리일 것이다라며 멋대로 움직이고 도망다니는 그 무엇이든지 간에, 물리지 않고 쫓아다니는 장난에 어울려서 열심히 분투한다. 그리고 1악장 및 종악장의 무궁동 속에서 긴 도정을 되돌아보는 부분에서조차 집요하게 나타나는 탐욕스러운 애정에 걸맞게 보답해주는 것이다.   
악보는 1806년에 빈의 예술과 음악 상점 사를 통해 봉헌 정보 없이 출판되었다. 초판 악보의 표지에는 "51번 소나타" 작품 번호 54라고 적혀 있었다. "51번"이라는 숫자가 무엇을 의미하는 지, 연구원들이 다양한 해석을 시도했지만, 아직 확실한 것은 밝혀지지 않았다.